# Red Amsterdam
Red Amsterdam was een Amsterdamse lokale politieke partij, opgericht uit onvrede over de Noord/Zuidlijn. De partij werd van 2010 tot 2014 met één zetel vertegenwoordigd in de Amsterdamse gemeenteraad.
De partij werd verkozen tot de gemeenteraad bij de verkiezingen van maart 2010. De raadszetel werd het eerste jaar bezet door de actrice Nelly Frijda, die met voorkeurstemmen gekozen werd. Lijsttrekker Pitt Treumann, voormalig PvdA-bestuurder, bezette de zetel in 2011. Vanaf januari 2012 werd Roderic Evans-Knaup de partijleider. Hij werd door zijn collega's in de Amsterdamse gemeenteraad geroemd om zijn kennis van zaken en zijn scherpe interventies, en werd verkozen tot Het Beste Gemeenteraadslid 2013. Voor de gemeenteraadsverkiezingen van maart 2014 stonden naast Nelly Frijda, nieuwe bekende namen, zoals Huub Stapel, Henk Spaan en Hans Dulfer op de verkiezingslijst. De partij haalde in 2014 de kiesdrempel niet en maakte aldus geen deel meer uit van de Amsterdamse gemeenteraad.

## Doel van de partij
De partij werd, slechts een paar maanden voor de verkiezingen van 2010, door Nelly Frijda en de advocate Nelleke van 't Hoogerhuijs, opgericht uit verontrusting en onvrede over de megalomanie van het stadsbestuur, en om politiek verzet te kunnen bieden tegen de voltooiing van de Noord/Zuidlijn in de hoofdstad. Het was echter geen one-issuepartij, want het was niet het enige onderwerp waarmee campagne werd gevoerd. De partij had een verkiezingsprogramma van 17 pagina's. Nelly Frijda sprak bij gelegenheid van de vorming van het nieuwe College van B&W en het bijbehorende programakkoord in mei 2010:
Beschouw mijn verhaal over de Noord/Zuidlijn, en ons verzet ertegen als een metafoor tegen al deze grands travaux; grote publieke werken, en te ambitieuze plannen waar een verstandig bestuur van een stad tijdig van zou moeten inzien, dat ze in deze tijd ongewenst, en financieel onhaalbaar zijn.
En over het programmakkoord zelf:
Summier wordt gerept over de Ontwikkeling van de Zuidas, er staat niets over de nádelen van de bouw van de nieuwe Zeesluis of de haalbaarheid een tweede passagiersterminal, In onze ogen is het project IJburg-2 overbodig als woningbouwlocatie, en financieel niet realistisch onderbouwd. Niets erover in het Program-akkoord. Noch over de financiële consequenties van de hysterische wens om de Olympische Spelen naar Amsterdam te halen -om maar een paar te noemen van die leuke, ambitieuze, prestige-verhogende megalomane, geldverslindende, oncontroleerbare, onrendabele en dus loepzuivere financiële debacles, waar dit College -althans volgens dit Program-Akkoord- niks van weten wil, maar toch mee geconfronteerd zal worden. Dames en heren, ik verzeker u: er knagen nog veel meer Noord/Zuidlijnen aan de fundamenten van deze stad.

### Argumenten voor het stoppen van de aanleg van de Noord/Zuidlijn
- Het boren van een tunnel onder de historische binnenstad levert te veel risico's op voor historische gebouwen. In een bericht in Het Parool[1] is sprake van risico's voor het Centraal Station, de Beurs van Berlage, het Paleis op de Dam, de Munttoren, de ambtswoning van de Burgemeester, het Stadsarchief en het Maison Descartes.
- Het graven van tunnelbakken voor de stations leidt tot verzakkingen in gebouwen (onder andere Vijzelgracht).
- De kosten rijzen de pan uit, en worden twee keer zo hoog als begroot.
- Met de bestaande tramlijnen kan het vervoer in de binnenstad ook worden verwerkt.

### Alternatieven voor de Noord/Zuidlijn
Een mogelijkheid zou zijn alleen het gedeelte tussen Amsterdam-Noord en Centraal Station (eerst) af te bouwen en dan later te beslissen over het vervolg van het traject, doorbouwen of niet. Het alternatief, een 'kleine' (via het Centraal Station) en een 'grote' ringlijn (die globaal binnen de Ring A10 zou vallen) was al grotendeels gerealiseerd, zou veel minder risico's hebben, minder kosten en zou de buitenwijken van Amsterdam veel beter bedienen. Al deze argumenten en alternatieven werden aangevoerd door Red Amsterdam, dat ook nog wees op de mogelijke gevolgen van de ingebruikname van de Noord/Zuidlijn; een onvermijdelijke verschraling van het bovengrondse openbaar vervoer, met langere reistijden en verplicht overstappen op nieuwe lijnen. Ook die vrees werd bewaarheid.

## Einde van de partij
Op 22 juli 2018, op de dag van de ingebruikname van de Noord/Zuidlijn werd, in aanwezigheid van de oprichtsters Nelly Frijda en Nelleke van 't Hoogerhuijs, Red Amsterdam feestelijk opgeheven.